# فیلیپ پتی
فیلیپ پتی ((به فرانسوی: Philippe Petit) تلفظ فرانسوی: [filip pəti]; زاده ۳ اوت ۱۹۴۹ ‏(۷۵ سال)) بندباز سرشناس فرانسوی است. بیشتر سرشناسی او برای بندبازی بین دو برج مرکز تجارت جهانی به دست آمد. او صبح ۷ اوت ۱۹۷۴ به‌صورت غیرقانونی بین این دو برج و در ارتفاع ۴۰۰ متری از سطح زمین بندبازی انجام داد، این بندبازی ۴۵ دقیقه طول کشید. از آن زمان به بعد پتی در نیویورک زندگی کرد و به عنوان هنرمند کلیسای جامع سنت جان اجراهای نمایشی بسیاری انجام داد. در سال ۲۰۰۸، مستند مردی روی سیم به کارگردانی جیمز مارش دربارهٔ فعالیت‌های هنری فیلیپ پتی ساخته شد. همچنین در سال ۲۰۱۵ فیلمی دربارهٔ زندگی پتی به نام بندباز ساخته شد.
او همچنین در سوارکاری، ژانگولربازی، شمشیربازی، سنگ‌نوردی و گاوبازی استاد شد؛ و اجراهای زیادی در خیابان‌های پاریس انجام داد.